# Marta Mas Torrent
Marta Mas Torrent (Barcelona, 1975) és una química catalana especialitzada en materials electrònics orgànics. Actualment, és Investigadora Científica a l'Institut de Ciència de Materials de Barcelona (ICMAB-CSIC) i dirigeix el grup de recerca 'Materials Moleculars per dispositius electrónics' (e-MolMat).
És doctora en Química per l'Institut de Ciència de Materials de Barcelona (ICMAB-CSIC). Durant la seva etapa predoctoral va treballar un any a The Royal Institution de Londres (Regne Unit). Allà va estudiar les propietats elèctriques i magnètiques dels materials orgànics moleculars.
Un cop va acabar el seu doctorat l'any 2002, va realitzar una estada postdoctoral, per tal se seguir amb la seva tasca investigadora, al Kavli Institute of Nanoscience, Delft (Països Baixos). Allà va començar a treballar més en l'aplicació dels materials orgànics en dispositius electrónics.
A finals de 2004 va tornar a l'Institut de Ciència de Materials de Barcelona (ICMAB-CSIC), primer amb una beca Ramón y Cajal, i després sent Científica Titular del Consell Superior d'Investigacions Científiques (CSIC). La seva recerca està centrada en el disseny i la síntesi de nous materials moleculars funcionals per la seva aplicació en dispositius moleculars electrònics. La seva feina va des de estudis fonamentals per tal d'entendre les propietats dels materials, a la perspectiva més aplicada amb l'objectiu de desenvolupar proves de concepte de dispositius.
Entre els seus mérits académics destaca el projecte del Consell Europeu de Investigació (ERC), E-Games. En ell, estudiava dispositius electrónics moleculars autoensamblat en superfície.
Durant la seva carrera ha tingut diversos reconeixements. Al 2013 va rebre el premi internacional Oliver Kahn per les seves contribucions en materials moleculars multifuncionals. També al 2006 va guardonada amb el premi a Investigadora Jove per la Real Societat Espanyola de Química.
També ha participat en diferents projectes de divulgació, com ara el projecte de la Fundació General del CSIC finançat per la Fundació Espanyola de Ciència i Tecnologia (FECYT), 'Les científiques expliquen'.